# Stryków
Stryków (1943–1945 Strickau) ist eine Stadt in Polen in der Woiwodschaft Łódź. Sie ist Sitz einer Stadt- und Landgemeinde im Powiat Zgierski.

## Geografie

### Geografische Lage
Der Ort liegt etwa 15 Kilometer nordöstlich von Łódź am Fluss Moszczenica.

## Geschichte
Die erste urkundliche Erwähnung des Ortes stammt aus dem Jahr 1389. Das Stadtrecht erhielt Stryków 1394 von König Władysław II. Jagiełło verliehen. Im 18. Jahrhundert war der Ort ein Handelsplatz. Sigismund II. gestattete 1744 das Abhalten von acht Jahrmärkten pro Jahr. 1793 kam Stryków im Rahmen der Zweiten Teilung Polens an Preußen. 1807 wurde es dann Teil des neu gebildeten Herzogtums Warschau und 1815 Teil Kongresspolens. Im 18. und 19. Jahrhundert entwickelte sich, gefördert durch den russischen Zaren, die Textilproduktion in Stryków. 1870 verlor der Ort wie auch viele andere Städte der Region das Stadtrecht. 1903 erhielt er einen Schienenanschluss; er wurde an die Strecke Łódź–Warschau angeschlossen.
```
1923 erhielt Stryków erneut das Stadtrecht. Kurz vor dem Ausbruch des 
Zweiten Weltkriegs
 lebten im Ort etwa 5000 Menschen, von denen etwa 
2000 Juden
 waren.
```

Während der deutschen Besetzung Polens 1939–1945 starben etwa 45 Prozent der Einwohner; die Besatzer brachten die meisten der 2000 Juden systematisch um (Holocaust).
Während des Überfall auf Polen erschossen deutsche Soldaten am 12. September 1939 Zivilisten.
Seit den 1970er Jahren arbeitete die Mehrzahl der Einwohner in der nahe gelegenen Woiwodschaftshauptstadt Łódź.

## Kultur und Sehenswürdigkeiten

### Bauwerke

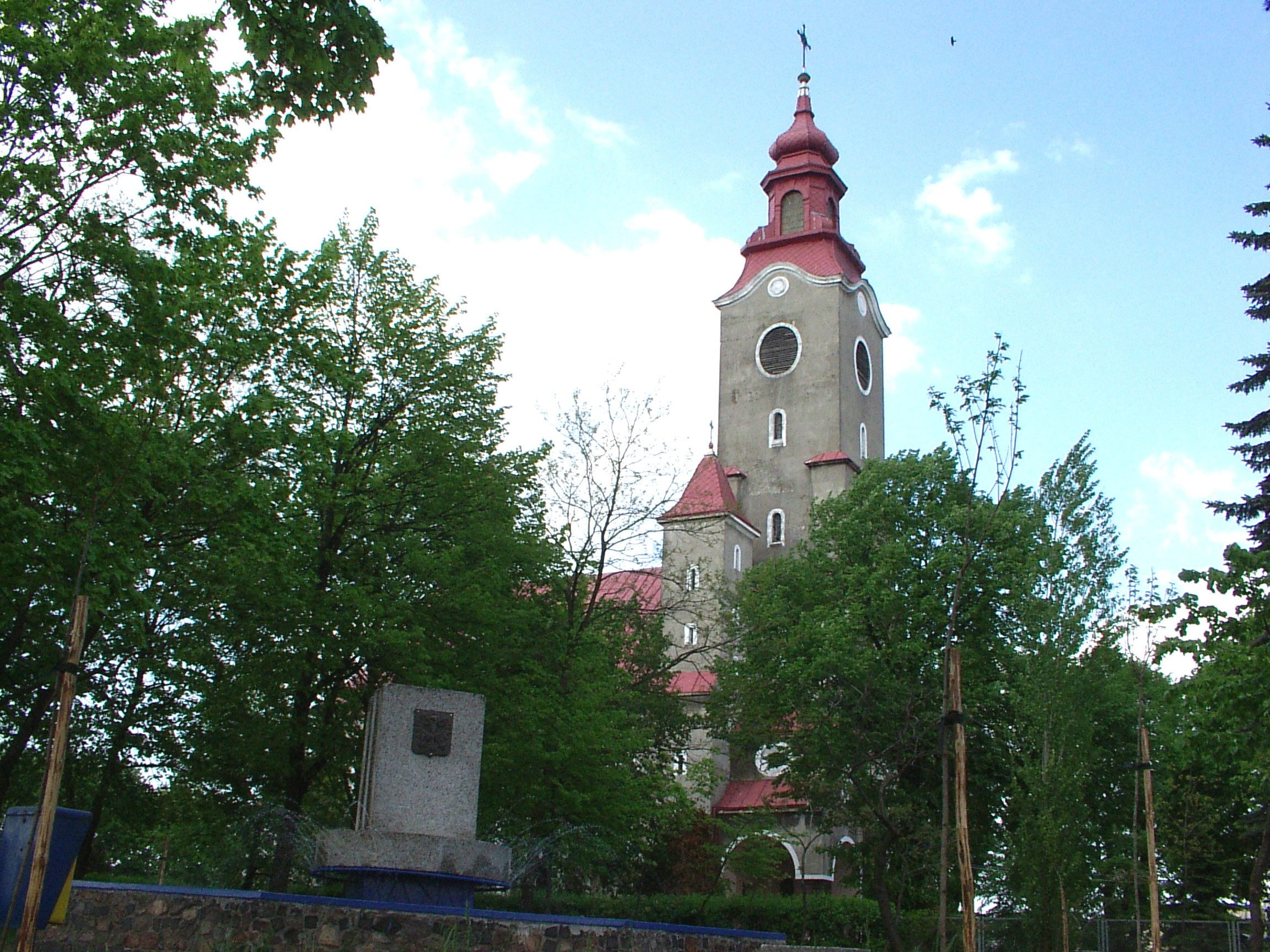
Die Martinskirche

- Neobarocke Martinskirche św. Marcina, errichtet 1911 bis 1914
- Ruinen einer Kirche aus dem 17. Jahrhundert
- Gemauerte und hölzerne Häuser mit Walmdächern aus dem 18. und 19. Jahrhundert

## Gemeinde
Die Stadt- und Landgemeinde hat 42 Ortschaften und davon sind 25 Schulzenämter; Anielin, Anielin Swędowski, Bartolin, Bratoszewice, Ciołek, Dobieszków, Dobra, Dobra Nowiny, Gozdów, Kalinów, Kiełmina, Klęk, Koźle, Lipka, Ługi, Michałówek, Orzechówek, Niesułków, Niesułków Kolonia, Nowostawy Górne, Osse, Pludwiny, Rokitnica, Sadówka, Sierżnia, Smolice, Sosnowiec, Sosnowiec Pieńki, Stary Imielnik, Swędów, Tymianka, Krucice, Lipa, Warszewice, Cesarka, Wola Błędowa, Wrzask, Bronin, Wyskoki, Zagłoba und Zelgoszcz.